# 프랑스 연합
프랑스 연합(프랑스어: Union française)은 구어체로 "프랑스 제국"(Empire français)으로 알려진 구 프랑스 식민제국 체제를 대체하기 위해 프랑스 제4공화국에서 창설한 정치단체이다. 그것은 식민 지역에서 프랑스 국민 "원주민"(indigène) 지위의 공식적인 종말이었다.

## 프랑스 공동체
구프랑스 식민지 중, 중앙아프리카·콩고(브라자빌콩고)·가봉·말라가시·세네갈·차드·모리타니의 7개국과 프랑스 본국 및 재외영토로 구성되는 정치적·경제적 연합체이다.

## 같이 보기
- 탈식민지화
- 제1차 인도차이나 전쟁
- 프랑스 식민제국
- 프랑스 공동체